# Хірпосинське сільське поселення
Хірпо́синське сільське поселення (рос. Хирпосинское сельское поселение) — муніципальне утворення у складі Вурнарського району Чувашії, Росія. Адміністративний центр — присілок Хірпосі.
Станом на 2002 рік існували Орауська сільська рада (село Орауші, присілок Отари) та Хірпосинська сільська рада (присілки Рунгі, Хірпосі), селище Апнерка перебувало у складі Мамалаєвської сільської ради.

## Населення
Населення — 1109 осіб (2019, 1344 у 2010, 1677 у 2002).

## Склад
До складу поселення входять такі населені пункти:
| Населений пункт   | Населення, осіб (2002) | Населення, осіб (2010) |
| ----------------- | ---------------------- | ---------------------- |
| Апнерка, селище   | 6                      | 2                      |
| Орауші, село      | 632                    | 527                    |
| Отари, присілок   | 120                    | 98                     |
| Рунгі, присілок   | 282                    | 199                    |
| Хірпосі, присілок | 637                    | 518                    |